# Квіти (фільм, 2014)
«Квіти» (баск. Loreak) — басксько—іспанський драматичний фільм, знятий Хоном Гараньо та Хосе Марі Гоенагою. Світова прем'єра стрічки відбулась 22 вересня 2014 року на кінофестивалі в Сан-Себастьяні. Фільм був висунутий Іспанією на премію «Оскар-2016» у номінації «найкращий фільм іноземною мовою». Він став першим баскомовним фільмом, висунутим на «Оскар».

## У ролях
- Нагоре Арамбуру — Ане
- Іціар Ітуньо — Лурдес
- Іціар Айспуру — Тере
- Хосеан Бенгоечеа — Бенат
- Егоіц Ласа — Андер
- Ане Габарайн — Хайоне

## Визнання
| Нагороди та номінації фільму «Квіти» | Нагороди та номінації фільму «Квіти»         | Нагороди та номінації фільму «Квіти» | Нагороди та номінації фільму «Квіти»         | Нагороди та номінації фільму «Квіти» | Нагороди та номінації фільму «Квіти» |
| Рік                                  | Нагорода                                     | Категорія                            | Номінант                                     | Результат                            |                                      |
| ------------------------------------ | -------------------------------------------- | ------------------------------------ | -------------------------------------------- | ------------------------------------ | ------------------------------------ |
| 2014                                 | Сан-Себастьянський міжнародний кінофестиваль | Нагорода SIGNIS (Спеціальна згадка)  | «Квіти»                                      | Перемога                             |                                      |
| 2014                                 | Сан-Себастьянський міжнародний кінофестиваль | Найкращий фільм                      | «Квіти»                                      | Номінація                            |                                      |
| 2014                                 | Цюрихський міжнародний кінофестиваль         | Найкращий фільм                      | «Квіти»                                      | Номінація                            |                                      |
| 2015                                 | Кінопремія «Святий Георгій»                  | Найкращий іспанський фільм           | «Квіти»                                      | Перемога                             |                                      |
| 2015                                 | Палм-Спрінзький міжнародний кінофестиваль    | Найкращий фільм                      | «Квіти»                                      | Перемога                             |                                      |
| 2015                                 | Національна іспанська кінопремія «Гойя»      | Найкращий фільм                      | «Квіти»                                      | Номінація                            |                                      |
| 2015                                 | Національна іспанська кінопремія «Гойя»      | Найкраща музика                      | Паскаль Гейн                                 | Номінація                            |                                      |
| 2015                                 | Кінопремія «Фероз»                           | Найкращий драматичний фільм          | «Квіти»                                      | Номінація                            |                                      |
| 2015                                 | Кінопремія «Фероз»                           | Найкраща жіноча роль другого плану   | Іціар Айспуру                                | Перемога                             |                                      |
| 2015                                 | Кінопремія «Фероз»                           | Найкращий режисер                    | Хон Гараньо, Хосе Марі Гоенага               | Номінація                            |                                      |
| 2015                                 | Кінопремія «Фероз»                           | Найкращий сценарій                   | Айтор Еррехі, Хон Гараньо, Хосе Марі Гоенага | Номінація                            |                                      |
| 2015                                 | Кінопремія «Фероз»                           | Найкраща музика                      | Паскаль Гейн                                 | Номінація                            |                                      |
| 2015                                 | Кінопремія «Фероз»                           | Найкращий постер                     | «Квіти»                                      | Номінація                            |                                      |
| 2015                                 | Іспанська кіноспілка сценаристів             | Найкращий фільм                      | «Квіти»                                      | Номінація                            |                                      |
| 2015                                 | Іспанська кіноспілка сценаристів             | Найкраща жіноча роль другого плану   | Іціар Айспуру                                | Перемога                             |                                      |
| 2015                                 | Іспанська кіноспілка сценаристів             | Найкраща операторська робота         | Хав'єр Агірре                                | Номінація                            |                                      |
| 2015                                 | Іспанська кіноспілка сценаристів             | Найкраща дебютна акторка             | Нагоре Арамбуру                              | Номінація                            |                                      |
| 2015                                 | Іспанська кіноспілка сценаристів             | Найкраща музика                      | Паскаль Гейн                                 | Номінація                            |                                      |